# Patrick Hilbert
Patrick Hilbert (* 1985 in Wiesbaden) ist ein deutscher Rechtswissenschaftler und Hochschullehrer an der Universität Münster.

## Leben und Wirken
Nach dem Abitur 2004 nahm Hilbert das Studium der Rechtswissenschaften an der Universität Bayreuth auf. 2010 legte er dort sein Erstes Juristisches Staatsexamen ab und erhielt durch ein gleichzeitig absolvierte Zusatzausbildung zusätzlich das Prädikat Wirtschaftsjurist. Anschließend war er als wissenschaftlicher Mitarbeiter von Wolfgang Kahl an der Universität Heidelberg tätig. 2014 wurde er dort mit der verwaltungsrechtlichen Schrift Systemdenken in Verwaltungsrecht und Verwaltungsrechtswissenschaft zum Dr. iur. promoviert. In der Folge leistete er am Landgericht Wiesbaden sein Rechtsreferendariat ab, das er 2016 mit dem Zweiten Staatsexamen abschloss. Danach kehrte er an die Universität Heidelberg zurück, wo er als Akademischer Rat auf Zeit abermals am Institut für deutsches und europäisches Verwaltungsrecht und dem dort angesiedelten Lehrstuhl von Wolfgang Kahl wirkte.
Es folgten 2019 und 2021 Lehrstuhlvertretungen an den Universitäten Bochum und Freiburg. 2021 schloss Hilbert seine Habilitation ab und erhielt von der Universität Heidelberg die venia legendi für die Fächer Öffentliches Recht, Europarecht und Rechtstheorie verliehen. 2022 hatte er den Lehrstuhl für r Öffentliches Recht, insb. Verwaltungsrecht an der  Universität Frankfurt (Oder) inne, wechselte aber noch im selben Jahr auf den Lehrstuhl für Öffentliches Recht, insb. Verwaltungsrecht an die Universität Münster, den er seitdem innehat. Zudem ist er dort Direktor des Instituts für Umwelt- und Planungsrecht.
Hilberts Forschungsschwerpunkte liegen vor allem im deutschen und europäischen Verwaltungsrecht. Im Verwaltungsrecht forscht er hauptsächlich zu Struktur- und Organisationsfragen sowie dem Umwelt- und Nachhaltigkeitsrecht, insbesondere dem Klimawandelanpassungsrecht. Dabei bilden auch interdisziplinäre Überschneidungsgebiete zum Privatrecht einen weiteren Schwerpunkt. Für seinen in der Zeitschrift Die Verwaltung erschienenen Aufsatz „Erkenntnisfunktionen und Richtigkeitsgewähr von Verwaltungsverfahren“ erhielt Hilbert 2021 den erstmals verliehenen Horst-Sendler-Preis des Bundesverwaltungsgerichts in der Kategorie Aufsätze.

## Schriften (Auswahl)
- Systemdenken in Verwaltungsrecht und Verwaltungsrechtswissenschaft. Mohr Siebeck, Tübingen 2015, ISBN 978-3-16-153690-8 (Dissertation).
- Die Informationsfunktion von Parlamenten – Zugleich ein Beitrag zur demokratischen Bedeutung des Europäischen Parlaments. Mohr Siebeck, Tübingen 2022, ISBN 978-3-16-160990-9 (Habilitationsschrift).